# Dia de Ação de Graças (Canadá)
O Dia de Ação de Graças no Canadá (Action de grâce em Francês e Thanksgiving em Inglês) é comemorado na segunda-feira da segunda semana do mês de outubro, diferente dos Estados Unidos, que comemora a data na quinta-feira da quarta semana de novembro. Essa diferença se deve ao fato de que a colheita começa antes no Canadá, que tem o clima mais frio.

## Origens
Em 1634
, o inglês Martin Fobisher realizou uma cerimônia formal na província de Terra Nova e Labrador, para dar graças por ter sobrevivido a longa viagem. Consideramos esse evento como a primeira Ação de Graças canadense, e a primeira a ser realizado na América do Norte.
Com o fim da Guerra dos Sete Anos em 1764 quando houve a rendição da Nova França à Grã-Bretanha, os cidadãos de Halifax realizaram um dia especial de Ação de Graças.
Após a Revolução Americana, os refugiados norte-americanos foram exilados nos Estados Unidos e se estabeleceram no Canadá. Eles trouxeram consigo costumes e tradições do Dia de Ação de Graças americano, embora, como uma festa litúrgica de Ação de Graças no Canadá também é o festival da colheita Europeia. Assim igrejas são decoradas com cornucópias, abóboras, milho, trigo e outros frutos da colheita, hinos são cantados no segundo domingo de Ação de Graças e sermões são derivadas das histórias bíblicas relacionadas com a celebração da colheita judaica (o Sucot).
A primeira Ação de Graças no Canadá, após a Confederação se realizou em 5 de abril de 1872 para comemorar a recuperação do Príncipe de Gales (posteriormente Rei Eduardo VII), após uma doença grave. Antes dessa data, dia de Ação de Graças foi observado a partir de 1799, mas não realizava anualmente.
Começando em 1879, o dia de Ação de Graças ocorre a cada ano, mas a data pode mudar de ano para outro. O tema do festival também pode mudar, fazendo refletir um acontecimento importante. Nos primeiros anos, era de uma colheita abundante e, ocasionalmente, para um aniversário especial importante.
Em 31 de janeiro de 1957, o Parlamento do Canadá definiu a data definitiva do feriado: a segunda-feira da segunda semana de outubro.

## Tradições

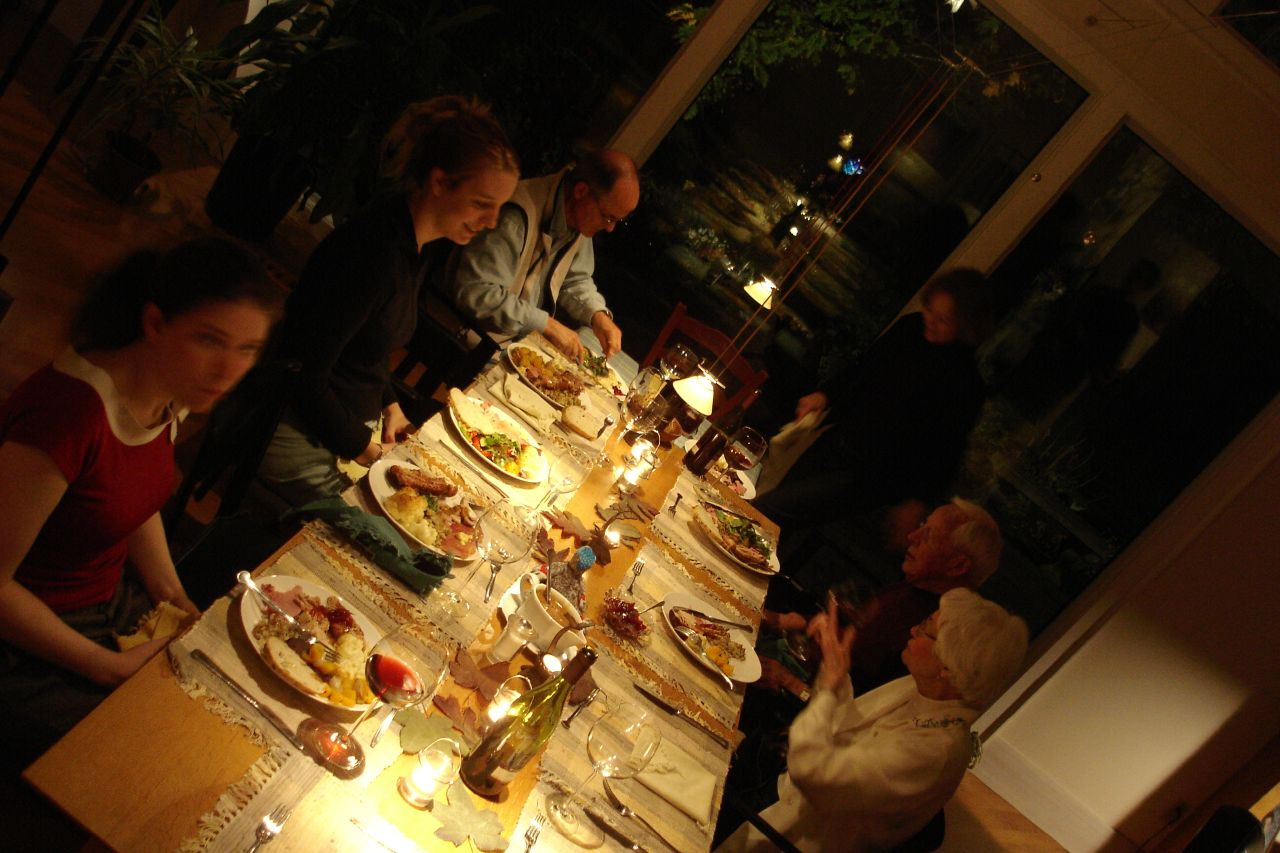
Um tradicional jantar de Ação de Graças canadense.

Como uma festa litúrgica, o Dia de Ação de Graças corresponde ao festival da colheita do Reino Unido, com igrejas decoradas com cornucópias, abóbora, milho, espigas de trigo, hinos cantados em inglês e no segundo domingo de fim de semana de Ação de Graças são elaboradas das histórias bíblicas relacionadas com a festa judaica de Succouuutl.
Embora o feriado de Ação de Graças ocorre em uma segunda-feira, os canadenses comem suas refeições de Ação de Graças em qualquer dia da semana. Ação de Graças é comemorada com a família, muitas vezes, também, é um tempo para passeios de fim de semana para observar as folhas do outono, ir a uma casa de campo, ou participar de diversas atividades ao ar livre, como caminhadas, pesca e caça.
Muito parecido com a festa norte-americana, a Liga de Futebol Profissional Canadense (Canadian Football League), televisiona nacionalmente o "Thanksgiving Day Classic" (Clássico de Ação de Graças). É uma das duas vezes em que partidas do campeonato acontecem nas tardes de segunda-feira, sendo a outra vez, no Dia do Trabalhador.